# 埃爾金斯 (阿肯色州)
埃爾金斯（英語：Elkins）是一個位於美國阿肯色州華盛頓縣的城市。

## 地理
埃爾金斯的座標為36°00′05″N 94°00′30″W / 36.00139°N 94.00833°W，而該地的平均海拔高度為371米（即1217英尺）。

## 人口
根據2020年美國人口普查的數據，埃爾金斯的面積為10.13平方千米，當中陸地面積為10.03平方千米，而水域面積為0.12平方千米。當地共有人口3602人，而人口密度為每平方千米355人。